# Donji Humac
Donji Humac falu Horvátországban, Split-Dalmácia megyében. Közigazgatásilag Nerežišćához tartozik.

## Fekvése
Splittől légvonalban 20 km-re délkeletre, a supetari kompkikötőtől  légvonalban 4, közúton 8 km-re délre, községközpontjától 1 km-re északnyugatra, a Brač-sziget közepén fekszik.

## Története
A településtől 20 percnyi sétára északnyugatra található Kopačina barlang újkőkorszaki leletei igazolják, hogy Brač szigetén már az őskorban éltek emberek. Frano Bulić régész már 1890-ben szerszámként használt agancsdarabokat, csontból és kőből készült szerszámokat talált a barlangban. A csontok elemzése során azok korát a szakemberek az i. e. 13000 körüli időre tették. A görögök az i. e. 6. századtól hozták létre a szigeten kolóniájukat, majd az i. e. 4. századtól illírek alapították meg erődített településeiket. A közeli Škripen is ilyen erődített település tekintélyes alapfalai kerültek elő. A rómaiak az i. e. 1. században foglalták el a szigetet, de a sorozatos felkelések miatt a térséget csak i. sz. 9-re sikerült konszolidálniuk. A római korból a község területén is villagazdaságok épületmaradványait találták. A kora középkorban mintegy tíz szakrális építmény volt a szigeten, melyek keresztény hívei a solinai püspökség irányítása alá tartoztak. A horvátok a 7. században érkeztek erre a területre, amely a 9. századra egyik törzsük a Cetina és a Neretva között letelepedett neretvánok területe lett. A település közelében található a kis Szent Illés templom, amely egy római mauzóleum alapfalaira épült a 10. században. 1000-ben átmenetileg a Velencei Köztársaság uralma alá került. A 11. század második felében IV. Krešimir Péter király visszaszerezte a horvát királyságnak. 1102-ben a többi horvát területtel együtt a horvát–magyar királyok uralma alá került. Területén már ebben a korban több templom is állt. A 11-12. századból származik a kora román stílusú Szent Lukács-templom, a Szent Fábián és Sebestyén plébániatemplom régi oltárába pedig az 1175-ös évszám van bevésve.
Donii Humac első írásos említése 1375-ből maradt fenn. Nevét arról a Humac nevű magaslatról kapta, amely alatt fekszik. 1420-ban Velence egész Dalmáciát megvásárolta a horvátok által akkor elismert horvát–magyar királytól, Nápolyi Lászlótól, így Donji Humac is velencei fennhatósága alá került. Ennek ellenére Brač továbbra is megtartotta a horvát–magyar királyok idején élvezett különleges kiváltságait, ezek alapján a brači nemesek továbbra is az akkor a sziget központjaként számon tartott Nerežišćán tartották gyűléseiket. Az egyházi vizitációk során feljegyzik, hogy a településnek 1645-ben 140, 1681-ben 130, 1705-ben mintegy 140, 1708-ban 160, 1724-ben 196, 1738-ban 235, 1764-ben 238 lakosa volt. A lakosság számának gyarapodása miatt 1725 körül a plébániatemplomot már bővíteni kellett, ennek munkálatai azonban csak 17 évvel később fejeződtek be. A harangtornyot 1744-ben építették. A velencei uralomnak 1797-ben vége szakadt, és osztrák csapatok vonultak be Dalmáciába. 1806-ban a sziget az osztrákokat legyőző franciák uralma alá került, de Napóleon lipcsei veresége után újra az osztrákoké lett. A lakosság hagyományos megélhetését a mezőgazdaság, a szőlő-, olajbogyó és cseresznye termesztése biztosította. Ezen kívül főként kőbányászattal foglalkoztak, ma is működik itt kőfaragó műhely. 1918-ban az új szerb–horvát–szlovén állam, majd később Jugoszlávia része lett. A második világháború után a szocialista Jugoszláviához tartozott. A település 1991 óta a független Horvátország része. 2011-ben a 157 lakosa volt, akik főként mezőgazdasággal, állattenyésztéssel, kőfaragással foglalkoztak.

## Népesség
| Lakosság változása | Lakosság változása | Lakosság változása | Lakosság változása | Lakosság változása | Lakosság változása | Lakosság változása | Lakosság változása | Lakosság változása | Lakosság változása | Lakosság változása | Lakosság változása | Lakosság változása | Lakosság változása | Lakosság változása | Lakosság változása |
| ------------------ | ------------------ | ------------------ | ------------------ | ------------------ | ------------------ | ------------------ | ------------------ | ------------------ | ------------------ | ------------------ | ------------------ | ------------------ | ------------------ | ------------------ | ------------------ |
| 1857               | 1869               | 1880               | 1890               | 1900               | 1910               | 1921               | 1931               | 1948               | 1953               | 1961               | 1971               | 1981               | 1991               | 2001               | 2011               |
| 233                | 333                | 384                | 455                | 506                | 540                | 0                  | 452                | 442                | 428                | 372                | 256                | 196                | 210                | 166                | 157                |

## Nevezetességei
- Szent Fábián és Sebestyén vértanúk tiszteletére szentelt plébániatemploma[4] a 12. században épült, régi oltárába az 1175-ös évszám van bevésve. Helyén már a 10. században Szűz Mária tiszteletére szentelt templom állt. Fennmaradt a román stílusú boltozat, melyet a 14. századi bővítéskor építettek. A templom mai formáját 1875-ben kapta. A kőből készült főoltárán kívül még két mellékoltára van. Itt található a sziget egyetlen fennmaradt középkori freskója, amely a 13. század végén készült és amely az országnak ezen a déli részén is legrégebbiek közé tartozik. A freskó Krisztust, Szűz Máriát, és Keresztelő Szent Jánost ábrázolja. A kép a Szűzanya folyamatos tiszteletének köszönheti fennmaradását. A templom évszázadokon át a sziget híveinek zarándokhelye volt, melyről a mintegy 250 fogadalmi ajándék tanúskodik. 1673-ban Andreis püspök kiközösítés fenyegetésével tiltotta meg a kép további tiszteletét, ennek ellenére ma is zaránfokhely. A templom orgonáját Franco Dazzi orgonaépítő mester építette 1775-ben. A harangtornyot 1744-ben Ignacije Macanović trogiri mester építette a templom délkeleti sarkára.
- Szent Illés próféta tiszteletére szentelt temploma[5] a településtől nyugatra fekszik. A templomot valószínűleg a 10. században építették. Mellette egy római mauzóleum maradványai találhatók, melynek faragott köveit az építéshez is felhasználták.
- Szent Lukács evangélista tiszteletére szentelt temploma a településtől északra, Supetar felé található. A kora román stílusú templomot a 11-12. században építették.
- A Szent Jadra-templom a Nerežišćától Supetar felé eső út mellett található. Római épület alapfalaira építették a középkorban. Egyhajós épület széles, félköríves apszissal.
- A Szent kereszt templomot a 14-15. században a Zuani család építtette.
- A helyi temetőben áll a karmeliták 17. században épített temploma. Az egyhajós, négyszögletes apszissal rendelkező épületet kőlapokkal fedett nyeregtető borítja. Szabályos sorokban rakott, négyzet alakú kövekből épült, egyszerű rozettával a homlokzaton, és az oromzat tetején lévő harangdúccal. A templomot barokk stílusban építették. Berendezéséből kiemelkedik Szent Anna trónön ülő szobra a kis Máriával, melyet korábban Szent Anna ünnepén körmenetben vittek körül a településen. Másik értéke a nagyméretű vászonra festett Rózsafüzéres Boldogasszony képe a 17. századból domonkos szentekkel körülvéve, mely a plébániatemplomból származik.
- A Jakšić-Martinović-ház épületegyüttese[6] a plébániatemplom alatt található, magas fallal körülvéve. Az épületegyüttes három, egyszintes, kőlapokkal borított házból áll, külső lépcsőkkel és melléképületekkel, belső udvarokkal. A nyugati oldalon található egy kisebb gótikus kápolna, amelyet a Szent Keresztnek szenteltek.
- A Cerinić-ház[7] egy kétszintes kőház a 19. század elejéről, kiemelkedő oromzatokkal és a nyílászárók körüli egyszerű kőkeretekkel. A belső térben kiemelkedik a Fájdalmas Istenanya késő barokk stukkója a halott Krisztussal, valamint az ovális mezőben ábrázolt kerubokkal és angyalokkal.
- A Szent András (Jadre) templom romjai[8] a Donji Humac és Nerežišće közötti területen találhatók. Az összeomlott boltozatos épület egyszerű, négyszög alaprajzú volt, félkör alakú apszissal, az oldalfalakat pedig egy pilaszter tagolta. A 19. század végén Frane Bulić atya ősi domborműveket, feliratokat és sírokat talált a templom körül, melyek a római időktől a 14. századig terjedő időből származnak.
- A közelben a településtől északnyugatra található a Kopačina-barlang a sziget legősibb lelőhelye. A barlangot Frano Bulić régész tárta fel 1890-ben. Ennek során  szerszámként használt agancsdarabokat, csontból és kőből készült szerszámokat talált. A csontok elemzése során a legrégebbi leletek korát a szakemberek az i. e. 13000 körüli időre tették. A barlang az i. e. 8. évezredtől az i. e. 3. évezredig szolgált folyamatos emberi lakóhelyül. Elmondható, hogy a dalmáciai emberi jelenlét legrégibb nyomai találhatók itt.[9]
- A település mellett található a messze földön elismert minőségű brači fehér kő lelőhelye, mely nagyban elősegítette a fejlődését. A kőfaragás ma is hagyomány a településen, amely számos ismert kőfaragót és szobrászt adott az országnak.

## Fordítás
Ez a szócikk részben vagy egészben  a   Donji Humac című horvát Wikipédia-szócikk ezen változatának fordításán alapul.  Az eredeti cikk szerkesztőit annak laptörténete sorolja fel. Ez a jelzés csupán a megfogalmazás eredetét és a szerzői jogokat jelzi, nem szolgál a cikkben szereplő információk forrásmegjelöléseként.